# Que Chévere... Vol 2
Qué chévere… Vol. 2 es un álbum musical de cumbia tropical del cantante colombiano Rodolfo Aicardi junto a la banda La típica RA7, fue publicado  en 1980 por el sello Discos Fuentes. El álbum tuvo un éxito masivo e internacional por la canción La colegiala de ese mismo año compuesta por el cantante peruano Walter León Aguilar la cual la versión de Rodolfo y la típica RA7 fue la más conocida internacionalmente llegando a Europa y Asia.

## Difusión en la cultura popular
La canción ''La Colegiala'' fue el impulsor que ganó fama internacional y nacional en 1980 tal fue la difusión que Aicardi junto a los sellos Discos Fuentes y RCA relanzaron Colegiala en un simple de 45 rpm en 1980 y 1981, posteriormente en 1982 se utilizó para las promociones de la marca de café Nescafé en Europa y Asia, en Europa se lanzó en simple de 45 rpm cuya portada mostraba a una troncha pasando sobre un puente con la patente de RCA y Nescafé siendo ''Colegiala'' el lado A y del lado B ''La Subienda''. Posteriormente en el mundial de Catar 2022 sonó en las calles del país árabe la canción La colegiala. El álbum vendió más 70 mil de copias en Colombia, Ecuador, Estados Unidos y Perú y fue considerado unos de los inolvidables junto a las canciones ''Penas Por Un Amor'', ''Cumbia de diciembre'' entre otras. 

## Lista de canciones
1. Boquita De Caramelo
2. Colegiala
3. Linda Rosa
4. El Baile Del Brincaito
5. Muchachita Del Oriente
6. Penas Por Un Amor
7. Perdido Y Borracho
8. Cumbia De Diciembre
9. Qué Regrese
10. Muchachita Celosa
11. Quiero Que Me Des Tu Amor
12. Vagabundo Soy